# Ruud Geels
Ruud Geels (Haarlem, 1948. július 28. – 2023. november 18.) válogatott holland labdarúgó.
A holland válogatott tagjaként részt vett az 1974-es világ illetve az 1976-os Európa-bajnokságon.

## Sikerei, díjai
Feyenoord
- Holland bajnok (2): 1964–65, 1968–69
- Holland kupagyőztes (2): 1964–65, 1968–69
- BEK győztes (1): 1969–70

Club Brugge
- Belga bajnok (1): 1972–73

Ajax
- Holland bajnok (1): 1976–77

Anderlecht
- UEFA-szuperkupa győztes (1): 1978

Hollandia
- Világbajnoki ezüstérmes (1): 1974
- Európa-bajnoki harmadik helyezett (1): 1976

## Statisztika

### Mérkőzései a holland válogatottban
| Hollandia | Hollandia            | Hollandia                      | Hollandia     | Hollandia | Hollandia      | Hollandia     | Hollandia | Hollandia          |
| #         | Dátum                | Helyszín                       | Hazai         | Eredmény  | Vendég         | Kiírás        | Gólok     | Esemény            |
| --------- | -------------------- | ------------------------------ | ------------- | --------- | -------------- | ------------- | --------- | ------------------ |
| 1.        | 1974. március 27.    | Rotterdam, Feijenoord Stadion  | Hollandia     | 1 – 1     | Ausztria       | barátságos    | -         |                    |
| 2.        | 1974. május 26.      | Amszterdam, Olimpiai Stadion   | Hollandia     | 4 – 1     | Argentína      | barátságos    | -         | 62'                |
| 3.        | 1974. június 5.      | Rotterdam, Feijenoord Stadion  | Hollandia     | 0 – 0     | Románia        | barátságos    | -         |                    |
| 4.        | 1974. szeptember 25. | Helsinki, Olimpiai Stadion     | Finnország    | 1 – 3     | Hollandia      | Eb-selejtező  | -         | 66'                |
| 5.        | 1974. október 9.     | Rotterdam, Feijenoord Stadion  | Hollandia     | 1 – 0     | Svájc          | barátságos    | 1         | 39'                |
| 6.        | 1975. szeptember 10. | Chorzów, Stadion Śląski        | Lengyelország | 4 – 1     | Hollandia      | Eb-selejtező  | -         |                    |
| 7.        | 1975. október 15.    | Amszterdam, Olimpiai Stadion   | Hollandia     | 3 – 0     | Lengyelország  | Eb-selejtező  | 1         | 48'                |
| 8.        | 1975. november 22.   | Róma, Olimpiai Stadion         | Olaszország   | 1 – 0     | Hollandia      | Eb-selejtező  | -         |                    |
| 9.        | 1976. június 16.     | Zágráb, Maksimir Stadion (YUG) | Csehszlovákia | 3 – 1     | Hollandia      | Eb-elődöntő   | -         | 67'                |
| 10.       | 1976. június 19.     | Zágráb, Maksimir Stadion       | Jugoszlávia   | 2 – 3     | Hollandia      | Eb 3. helyért | 2         | 27' 112'           |
| 11.       | 1976. szeptember 8.  | Reykjavík, Laugardalsvöllur    | Izland        | 0 – 1     | Hollandia      | vb-selejtező  | 1         | 42' 60'            |
| 12.       | 1976. október 13.    | Rotterdam, Feijenoord Stadion  | Hollandia     | 2 – 2     | Észak-Írország | vb-selejtező  | -         | 60'                |
| 13.       | 1977. augusztus 31.  | Nijmegen, Goffertstadion       | Hollandia     | 4 – 1     | Izland         | vb-selejtező  | 2         | 18' 89' (11-esből) |
| 14.       | 1977. október 5.     | Rotterdam, Feijenoord Stadion  | Hollandia     | 0 – 0     | Szovjetunió    | barátságos    | -         | 55'                |
| 15.       | 1977. október 26.    | Amszterdam, Olimpiai Stadion   | Hollandia     | 1 – 0     | Belgium        | vb-selejtező  | -         | 63'                |
| 16.       | 1978. október 11.    | Bern, Wankdorfstadion          | Svájc         | 1 – 3     | Hollandia      | Eb-selejtező  | 1         | 90'                |
| 17.       | 1978. november 15.   | Rotterdam, Feijenoord Stadion  | Hollandia     | 3 – 0     | NDK            | Eb-selejtező  | 2         | 72' (11-esből) 89' |
| 18.       | 1979. május 2.       | Chorzów, Stadion Śląski        | Lengyelország | 2 – 0     | Hollandia      | Eb-selejtező  | -         | 46'                |
| 19.       | 1981. szeptember 9.  | Rotterdam, Feijenoord Stadion  | Hollandia     | 2 – 2     | Írország       | vb-selejtező  | -         | 46'                |
| 20.       | 1981. október 14.    | Rotterdam, Feijenoord Stadion  | Hollandia     | 3 – 0     | Belgium        | vb-selejtező  | 1         | 46' 54'            |
|           | Összesen             |                                |               | 20        | mérkőzés       |               | 11        | gól                |